# Monumentul funerar al arheologului I. C. Suruceanu (Suruceni)
Monumentul funerar al arheologului I. C. Suruceanu este un monument amplasat în Suruceni, raionul Ialoveni, Republica Moldova. Este un monument istoric și de artă de importanță națională inclus în Registrul monumentelor Republicii Moldova ocrotite de stat cu nr. 776 (raionul Ialoveni).